# Якинт Солунски
Якинт или Хиацинт Солунски (на гръцки: Υάκινθος) е православен духовник от XIV век, солунски митрополит на Константинополската патриаршия.

## Биография
Роден е на Кипър, Кипърското кралство. Якинт заема митрополитската катедра в Солун от 1345 до 1346 година. Якинт е яростен противник на исихастите. В източниците не се споменава нищо, което да показва някакъв протест от негова страна срещу грабежите и кланетата, извършени в града от зилотите.
Якинт умира в 1346 година.